# Universidad Cornell
La Universidad Cornell es una universidad privada que forma parte de la Ivy League. Está ubicada en Ithaca (Nueva York). Cuenta con dos campus adicionales: uno en Nueva York y otro en Doha (Catar). Su población estudiantil asciende a 21.904, siendo la universidad Ivy League con mayor número de estudiantes.
La Universidad Cornell fue fundada en 1865 por Ezra Cornell (el fundador de Western Union) y Andrew Dickson White como una institución mixta y no sectaria donde admitieran sin distinción de raza o religión. Inaugurada poco después de la guerra civil estadounidense, sus fundadores intentaron que la universidad enseñara e hiciera contribuciones en todos los campos del conocimiento, desde las ciencias tradicionales hasta las ciencias aplicadas. Estos ideales no convencionales para la época, fueron plasmados por Ezra para la universidad en su frase de 1865: "Me gustaría fundar una institución donde cualquier persona puede encontrar instrucción en cualquier estudio". La universidad está organizada en siete facultades y escuelas de pregrado y siete de postgrado con autonomía para la definición de sus programas académicos. Desde mediados del siglo XX, la universidad ha ido ampliando tanto los recursos como su campus y su influencia en todo el mundo.
Cornell cuenta con más de 255.000 exalumnos, 30 ganadores de la Beca Rhodes y 56 laureados con el Premio Nobel afiliados a la universidad como alumnos o docentes, así como 4 ganadores del Premio Turing para informáticos y un ganador de la Medalla Fields para matemáticos. Cornell produce un mayor número de licenciados doctorados que cualquier otra universidad en Estados Unidos y ocupa el cuarto lugar en el mundo en producir el mayor número de graduados que continúan el doctorado en instituciones estadounidenses; también produce el mayor número de graduados en ciencias de la vida que siguen un doctorado. La investigación es un elemento central de la misión de la universidad; en el 2006, Cornell gastó 649 millones de dólares en investigación y desarrollo. En el 2007, Cornell ocupó el quinto lugar entre las universidades de Estados Unidos en realizar una recaudación de fondos de 406.2 millones de dólares en donaciones privadas.

## Historia
La Universidad Cornell fue fundada el 27 de abril de 1865 bajo un proyecto de ley del Senado por el cual el Estado de Nueva York realizaba una concesión de tierras a la universidad. El senador Ezra Cornell ofreció su granja en Ithaca como sede y  500.000 dólares de su patrimonio personal como dotación inicial. El senador y educador Andrew Dickson White aceptó ser el primer presidente. Durante los siguientes tres años, White supervisó la construcción de los dos primeros edificios y viajó alrededor del mundo atrayendo estudiantes y docentes.
La universidad fue inaugurada el 7 de octubre de 1868 y 412 hombres se matricularon al día siguiente. Dos años más tarde, admitió mujeres como estudiantes, siendo la primera universidad mixta de la Ivy League.
Cornell fue la primera universidad que introdujo en sus programas la enseñanza de las lenguas modernas del Extremo Oriente. Cornell otorgó la primera titulación universitaria del mundo en el periodismo y los primeros doctorados en medicina veterinaria, ingeniería eléctrica, e ingeniería industrial. Cornell también estableció las primeras escuelas de administración hotelera y de gestión de recursos humanos.
En 2004, la universidad abrió el Colegio Médico Weill Cornell en Catar, la primera escuela médica americana fuera de los Estados Unidos. Se sigue forjando alianzas con instituciones importantes en la India, Singapur y la República Popular de China; dice ser "la primera universidad transnacional". En 2006, Bill Gates donó, a través de la Fundación Bill y Melinda Gates, 25 millones de dólares para la construcción de un nuevo edificio para informática.

## Campus

### Ithaca

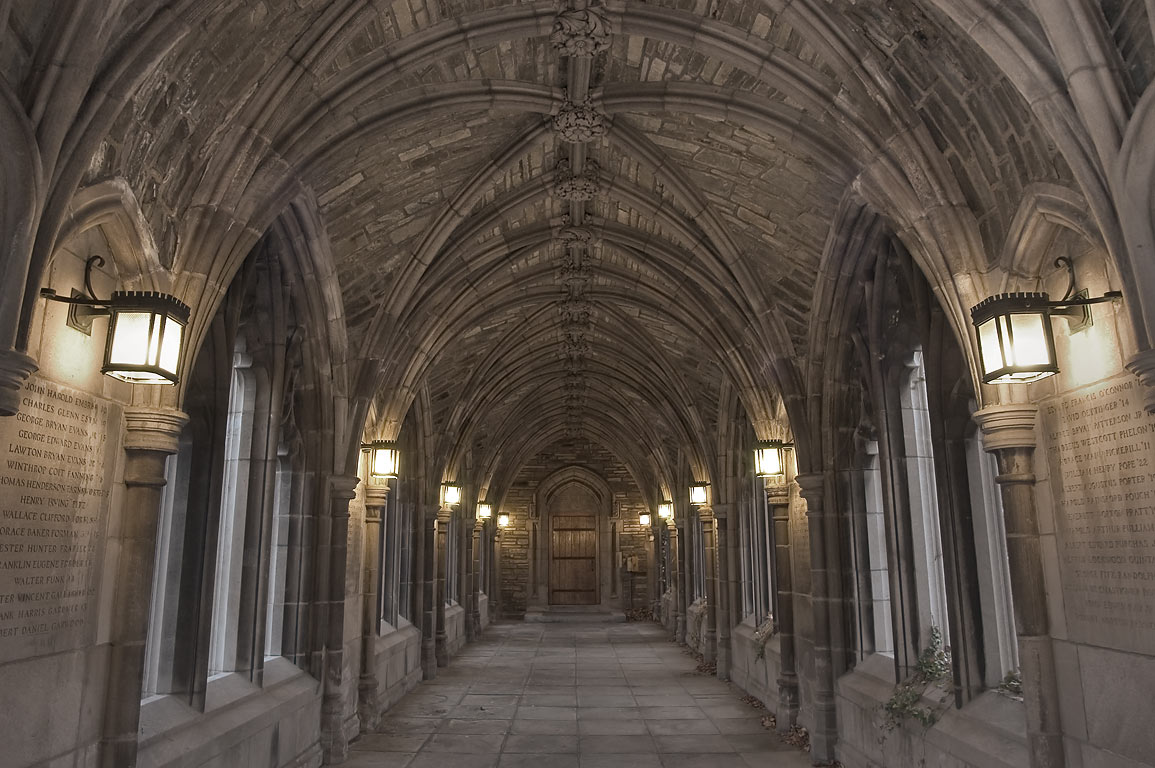
Un memorial de la I Guerra Mundial en el campus Oeste de la sede Ithaca

El campus principal de la Universidad Cornell se encuentra en East Hill en Ithaca, Nueva York; con vista a la ciudad y al lago Cayuga. Cuando la universidad fue fundada en 1865, el campus consistía en 0,85 km² (209,5 acres) de los 1,2 km² (300 acres) de la granja de Erza Cornell. A partir de 2012, la sede de Ithaca tiene 260 edificios y ocupa 3,00 km².

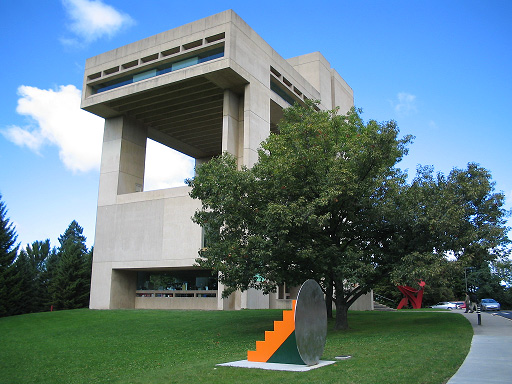
El museo de arte de Cornell, diseñado por I. M. Pei

La sede de Ithaca está marcada por un trazado irregular, incluyendo edificios de estilo victoriano, neoclásico, y gótico. Los edificios más vistosos en general fueron construidos antes de la Segunda Guerra Mundial. Debido a que la población estudiantil se duplicó, pasando de 7000 en 1950 a 15 000 en 1970, la grandiosidad fue descuidada en favor de los estilos más baratos y de construcción más rápida. Mientras que algunos edificios están muy bien organizados en cuadrángulos, otros están en distribuciones muy densas y desordenadas. Estas excentricidades surgieron debido que los planes maestros de la universidad fueron alterados muchas veces. Por ejemplo, en uno de los primeros planificadores, Frederick Law Olmsted, el diseñador de Central Park, se refirió a una "gran terraza" con vistas a lago Cayuga. Debido a que el plan para una terraza fue abandonado, el Edificio McGraw parece hacer frente a la dirección equivocada.
Varios de los edificios de la universidad se enumeran en el registro nacional de lugares históricos (NHRP), incluyendo Andrew Dickson White House, Bailey Hall, Caldwell Hall, Comstock Hall, Morrill Hall (Universidad Cornell) y Deke House. Al menos otros tres edificios históricos— el Roberts Hall original, East Robert Hall y Stone Hall — también habían sido listados en el NRHP, pero la universidad los demolió en los años 80 para dar paso a otros desarrollos. En septiembre de 2011, Travel + Leisure catalogó el Campus de Ithaca como uno de los más bellos de los Estados Unidos.
Ubicado entre los valles ondulantes de la región de los Finger Lakes, el campus situado en una loma ofrece vistas de los alrededores, incluyendo el Lago Cayuga, que mide 61,4 km. Dos cañones, Fall Creek Gorge y Cascadilla Gorge, atan el campus central y se utilizan como pozas de natación populares durante los meses más calientes (aunque la universidad y el código de la ciudad  desaconsejan firmemente su uso). Adyacentes al campus principal, Cornell posee los jardines botánicos de Cornell que consisten de 11,6 km² de jardines botánicos. El jardín botánico contiene flores, árboles, y estanques, con unos senderos pulidos que proporcionan el paso a través del jardín. Además, Cornell ha adoptado un plan de sostenibilidad de acción global, y tiene un número de certificados LEED. En 2011, Cornell sacó una calificación "A-" por sus iniciativas ambientales y de sostenibilidad.

### Campus en Nueva York

#### Weill Cornell

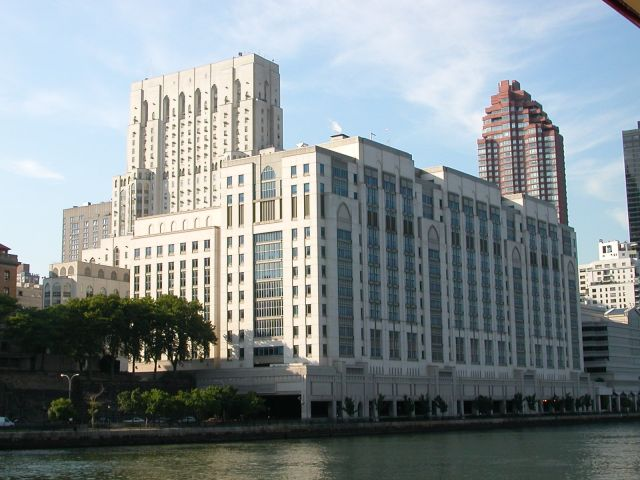
El centro médico de Cornell en Nueva York

El campus médico de la Universidad Cornell en Nueva York, conocido como Centro Médico Weill Cornell, se localiza en Manhattan. Ha estado afiliado con el Hospital Presbiteriano de Nueva York desde 1927.  El centro médico comparte algunos de sus edificios con la Universidad de Columbia.

#### Cornell Tech
El 19 de diciembre de 2011, la Universidad de Cornell y el Instituto Tecnológico de Israel (Technion) ganaron un concurso para obtener los derechos de cesión gratuita de unos terrenos de la ciudad y 100 millones de dólares en subvenciones para construir un campus de ingeniería en la ciudad de Nueva York. El concurso había sido convocado por el alcalde de la ciudad de Nueva York Michael Bloomberg con el fin de aumentar el espíritu empresarial y el crecimiento del empleo en el sector de la tecnología de la ciudad. La oferta ganadora consistió en un campus de 2,1 millones de pies cuadrados de tecnología avanzada que se ha planeado construir en la Isla Roosevelt en el solar del antiguo Hospital de Especialidades Coler-Goldwater. La enseñanza comenzó a impartirse en el otoño de 2012 en una ubicación temporal en Manhattan.  La construcción del campus en la isla de Roosevelt ya está avanzando. Thom Mayne, de la firma de arquitectura Morphosis, fue seleccionado para diseñar el primer edificio que se ha construido en la isla de Roosevelt; comenzado en 2014; su construcción se completó en septiembre de 2017, para el comienzo del año académico 2017-2018. El centro será gestionado en cooperación con el Instituto Tecnológico de Israel (Technion).
Además del campus de tecnología y del centro médico, Cornell posee otras 15 oficinas en Manhattan para apoyar sus programas en Ithaca.

### Doha, Catar
La Facultad de Medicina de Cornell en Catar se encuentra en la Ciudad de la Educación de Doha. Inaugurado en septiembre de 2004, fue la primera escuela médica americana fuera de los Estados Unidos. La iniciativa es parte del programa de la Universidad Cornell para aumentar su influencia internacional. La Facultad es una iniciativa conjunta con el gobierno de Catar, que busca mejorar los programas académicos del país y la atención médica.
El centro está financiado parcialmente por el gobierno de Catar a través de la Fundación de Catar, que contribuyó con 750 millones de dólares para su construcción. El centro médico está ubicado en una gran estructura de dos pisos, diseñado por Arata Isozaki.

### Otras instalaciones
La Universidad Cornell posee y gestiona instalaciones por todo el mundo. El Observatorio de Arecibo en Puerto Rico, lugar del radiotelescopio más grande del mundo de un solo plato, fue operado por Cornell por contrato con la National Science Foundation desde su construcción hasta 2011. La universidad tiene 0,4 km² en Maine y Nueva Hampshire para estudios marinas; 2,8 km² de tierra y 20 edificios en Geneva para el estudio hortícola; y 16,5 km² del bosque al sur del campus de Ithaca para el estudio forestal. Además, la universidad opera laboratorios de biodiversidad en Punta Cana, República Dominicana, y en la Amazonia en el Perú.
La universidad también tiene oficinas para los estudios de verano en Washington D. C. y para los estudios extranjeros en Roma.

## Estructura
Cornell es una organización sin ánimo de lucro dirigida por un consejo de administración de 64 miembros. Tres de ellos son nombrados por el gobernador de Nueva York; uno es un descendiente directo de Ezra Cornell; dos vienen de los campos de la agricultura, el comercio y el trabajo en el estado de Nueva York; ocho son elegidos por los antiguos alumnos de la universidad; dos son elegidos por los profesores de la universidad de Ithaca y Ginebra; y dos son elegidos por los miembros del cuerpo estudiantil. La XIV y actual Presidenta de la Universidad es Martha E. Pollack, que tomó posesión el 25 de agosto de 2017 (sucediendo a David J. Skorton y a Elizabeth Garrett). 
Cornell tiene nueve facultades y escuelas privadas y cuatro públicas (la Escuela de Agricultura y Ciencias Biológicas de Nueva York, la Escuela de Ecología Humana, la Escuela de Relaciones Industriales y Laborales y la Facultad de Medicina Veterinaria), las cuales reciben apoyo del estado de Nueva York. Estos centros estatutarios recibieron  131.9 millones de dólares en créditos SUNY (Universidad Estatal de Nueva York) en 2010-2011 para apoyar sus misiones de enseñanza, investigación y servicio, lo que los hace responsables ante los síndicos SUNY y otras agencias estatales. El presupuesto también incluye 3,9 millones de dólares de fondos estatales para la Extensión Cooperativa de Cornell. Los residentes de Nueva York matriculados en estas universidades también califican para la matriculación con descuento. Sin embargo, aunque cierto, el procurador general Eliot Spitzer emitió una opinión de 2005 afirmando que, con respecto a sus actividades académicas, los centros universitarios estatutarios deben ser entendidos como privados, no estatales.
Cornell está descentralizado, de manera que sus facultades y escuelas ejercen una amplia autonomía. Cada uno define sus propios programas académicos, gestiona sus propios programas de admisión y asesoramiento y confiere sus propios títulos. Los únicos requisitos generales y comunes de la universidad para obtener un título de graduado (Bachelor's degree) son pasar un examen de natación, tomar dos cursos de educación física y satisfacer un requisito de escritura. Los departamentos académicos inter-escolares ofrecen cursos en más de una universidad. Todos los departamentos académicos están afiliados con por lo menos una Escuela o Facultad; el último departamento sin esa afiliación, el Cornell Africana Studies and Research Center, se fusionó con el Arts College en julio de 2011.
Siete escuelas ofrecen programas de pregrado y otras siete ofrecen programas de posgrado y profesionales. Los estudiantes que cursan estudios de posgrado en departamentos de estas escuelas están matriculados en la Escuela de Posgrado. La Escuela de Educación Continua y Sesiones de Verano ofrece programas para estudiantes de colegio y secundaria, profesionales y otros adultos. De los 13.515 estudiantes de pregrado, 4,251 (31,5%) están afiliados a la mayor universidad por inscripción, Artes y Ciencias, seguidos de 3,153 (23,3%) en Agricultura y Ciencias de la Vida y 2.680 (19,8%) en Ingeniería. Por inscripción de estudiantes, la más pequeña de las siete universidades de pregrado es Arquitectura, Arte y Planificación, con 515 (3.8%) estudiantes.
Varias otras universidades han utilizado Cornell como modelo, incluyendo la Universidad de Stanford, la Universidad de Sídney en Australia y la Universidad de Birmingham en el Reino Unido; este último por recomendación de uno de sus financieros, Andrew Carnegie, que era un administrador de Cornell.
La universidad también opera eCornell, que ofrece programas de certificación y cursos de desarrollo profesional en línea. Además de ser la Universidad Estatal de Nueva York beneficiaria del programa de concesión de tierras, Cornell es también un socio en el programa de subvenciones marítimas de Nueva York, es el centro del programa de donaciones solares del Noreste y forma parte del consorcio de concesión espacial de Nueva York.
En 2015, Cornell ocupó el quinto lugar entre las universidades estadounidenses en la recaudación de fondos, recaudando $ 591 millones en apoyo privado. Además del personal de desarrollo de la Universidad central ubicado en Ithaca y New York City, cada universidad y programa tiene su propio programa de recaudación de fondos de personal. En 2006, Cornell lanzó una campaña de recaudación de fondos de $ 4 mil millones, que alcanzó $ 3 mil millones en noviembre de 2010. En 2013, la campaña de recaudación de fondos "Cornell Now" de Cornell recaudó más de $ 475 millones.

## Académicas

### Admisión
Para la clase de pregrado, o promoción, de 2021, Cornell admitió en 2017 un total de 5,889 estudiantes, de los 47,038 solicitantes, para una tasa de aceptación del 12%. De los admitidos, el promedio de puntuación de SAT verbal fue de 700, mientras que el promedio SAT de matemáticas era un 720. Los estudiantes de Cornell vienen de los 50 estados de EE.UU. y de más de 120 países.
En 2010, la Facultad de Derecho aceptó el 18% de los solicitantes, la Facultad de Medicina Veterinaria aceptó el 10%, la Facultad de Medicina aceptó el 4%, y la Facultad de Negocios aceptó el 10% de los solicitantes para su programa Maestría en Administración de Negocios.

### Ayuda Financiera
La sección 9 de la Carta original de la Universidad de Cornell garantizó que la universidad "está abierta a los solicitantes de admisión... con los costes más bajos compatibles con el bienestar y eficiencia, y sin distinción de rango, clase, ocupación previa o lugar de origen". En la misma Carta de la Universidad ya se prevén algunos tipos de ayuda para proporcionar enseñanza gratuita en ciertos casos. 
A partir de la década de 1950 Cornell se coordina con otras escuelas de la Ivy League para proporcionar un conjunto consistente de ayuda financiera. Pero en 1989 un decreto de conciliación para concluir una investigación antimonopolio del Departamento de Justicia puso fin a esa coordinación. Incluso después del decreto, todas las escuelas de la Ivy League han continuaron concediendo ayudas según las necesidades financieras sin ofrecer becas deportivas. En diciembre de 2010, Cornell anunció una línea de actuación según la cual igualaría el componente de beca de las ayudas financieras de ciertas universidades (las de la Ivy League, MIT, Duke o Stanford) en los casos en que un solicitante de plaza aceptado por Cornell estuviera intentado decidir entre Cornell y esas otras universidades.
El 31 de enero de 2008, Cornell anunció una nueva iniciativa de ayuda financiera que se completaría en los dos años siguientes. En el primer año, Cornell reemplazó los préstamos basados en necesidades mediante becas para los estudiantes de pregrado de familias con ingresos menores de 60,000 dólares y puso un techo a estos préstamos de 3,000 dólares para los estudiantes de familias con ingresos entre 60,000 y 120,000 dólares. Al año siguiente, 2009-10, el programa se mejoró reemplazando el préstamo con becas para estudiantes de familias con ingresos de hasta 75,000 dólares y puso el techo de 3,000 dólares anuales a los préstamos para estudiantes de familias con ingresos entre 75,000 y 120,000 dólares. La iniciativa cuesta 14 millones de dólares adicionales por año para su plena aplicación. Aunque la dotación de Cornell cayó un 27% en el segundo semestre de 2008, su presidente anunció que la iniciativa de ayuda financiera continuaría con 35 millones de dólares adicionales de los fondos de subvención para la ayuda financiera de pregrado en 2009 y 2010. Cornell está buscando 125 millones de dólares en donativos para financiar la iniciativa de ayuda financiera. En 2010, 1.647 de los 3.181 estudiantes de primer curso matriculados a tiempo completo tuvieron necesidad financiera (40%). De estos, Cornell consiguió satisfacer las necesidades de ayuda financiera de los 1.647 estudiantes de primer año por completo.

### Programas internacionales

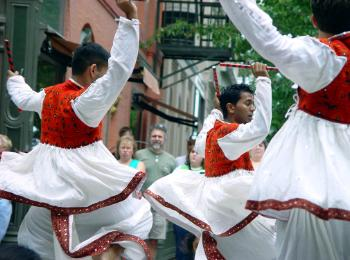
Estudiantes realizando una danza folclórica tradicional de India

La Universidad Cornell ofrece programas de pregrado en estudios internacionales incluyendo, Filología Francesa, Filología Alemana, Lenguas romances, Lenguas del Cercano Oriente, Estudios Africanos, Estudios Judíos, Estudios Latinos y Literatura Rusa. Cornell fue la primera universidad en enseñar lenguas modernas del Lejano Oriente. Además de los tradicionales programas académicos, los estudiantes de Cornell puede estudiar en el extranjero en cualquiera de los seis continentes.
La cátedra de Estudios Orientales, la cátedra de Estudios de China y Pacífico Asiático, el programa de Asia del Sur y el programa del Sur Este de Asia proporcionan oportunidades para estudiantes e investigadores en Asia. Cornell tiene un convenio con la Universidad de Pekín, que permite a los estudiantes de estos programas cursar un semestre en Pekín.
Del mismo modo la Escuela de Ingeniería tiene un convenio para el intercambio de profesores y estudiantes de pregrado con la E.T.S.I. Caminos, Canales y Puertos de Santander (Universidad de Cantabria) y de postgrado con la Universidad Tsinghua en Pekín.
La Escuela de Administración Hotelera tiene un programa común con la Universidad Tecnológica Nanyang en Singapur. 
La Facultad de Agricultura y Ciencias de la Vida ha firmado un acuerdo con el Instituto Nacional Japonés de Ciencias Agro-biológicas y con la Universidad de Filipinas sede Los Baños.

### Rankings
La Universidad Cornell está considerada entre las mejores universidades del mundo en una variedad de clasificaciones. En 2020 Cornell obtuvo el puesto n.º 7 de las mejores universidades de Estados Unidos según QS World University Rankings y n.º 9 según Times Higher Education World University Rankings. En los rankings mundiales de 2011, la universidad se clasificó como n.º 4 por Webometrics, n°13 por ARWU, n°15 por QS, n°20 por Times. Con respecto a facultades específicos en 2011: Facultad de Medicina Veterinaria n.º 1 por USNWR, Facultad de Recursos Humanos n.º 1 por HR Patriot, Facultad de Negocios n.º 8 por Forbes, y Facultad de Derecho n.º 8 por USNWR.

### Biblioteca

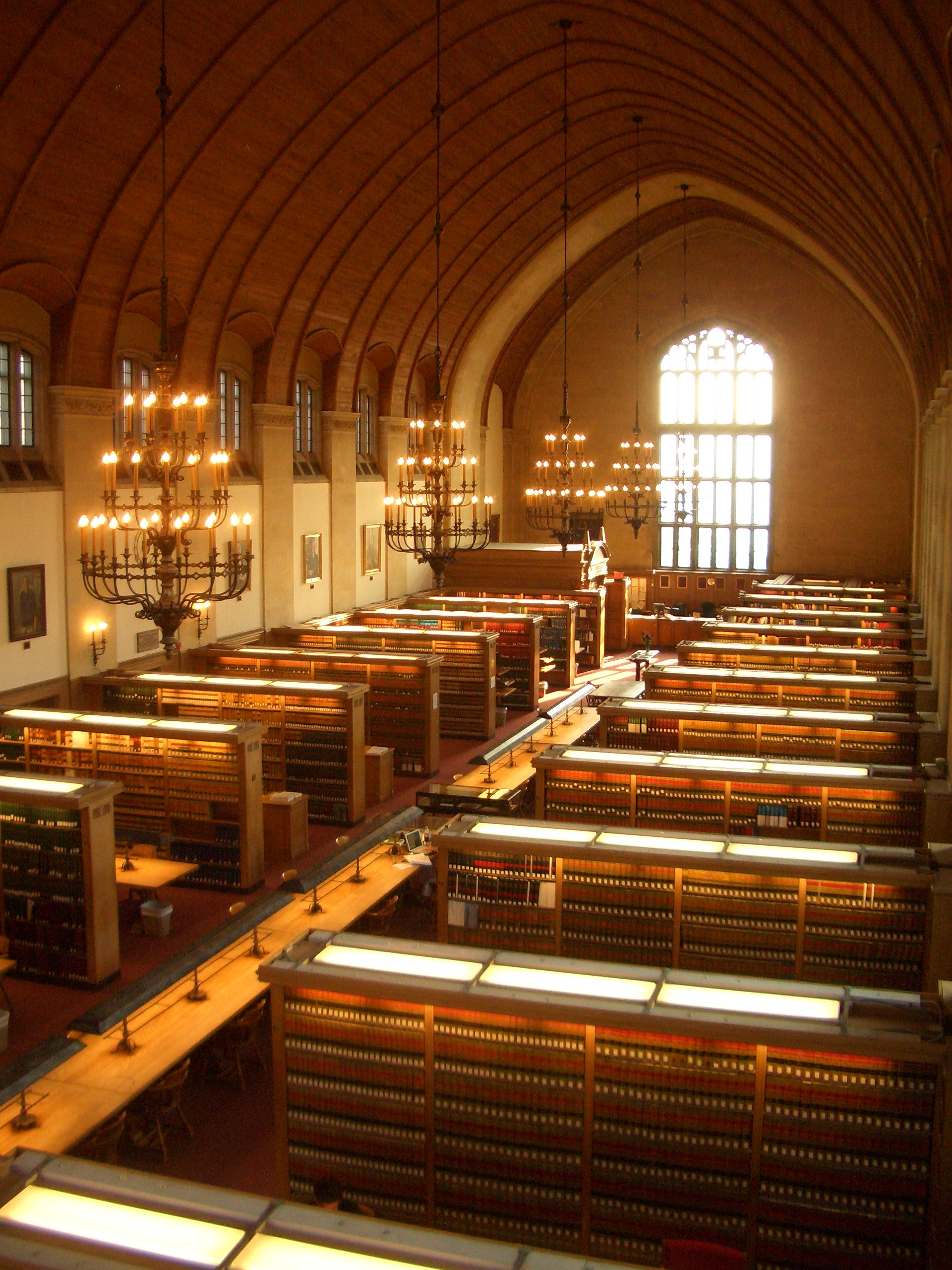
La Biblioteca de Derecho de Cornell es uno de los 12 depósitos nacionales de informes de la Corte Suprema de los Estados Unidos.

La Biblioteca de la Universidad de Cornell es la undécima más grande (n.º 11) de las bibliotecas universitarias en los Estados Unidos. En 2005, la biblioteca alcanzó 7,5 millones de volúmenes de libros, 8,2 millones de microfilmes y microfichas, y un total de 440.000 mapas, películas, y DVD. En 2009, el Princeton Review calificó como la 6.º mejor biblioteca de universidad.

### Prensa
La Cornell University Press fue establecido en 1869 como la primera empresa editorial universitaria en los Estados Unidos. Actualmente, la prensa es una de las prensas más grandes del país de la universidad y produce aproximadamente 150 títulos de no ficción cada año en diferentes disciplinas, incluyendo antropología, estudios asiáticos, ciencias biológicas, clásicos, historia, relaciones laborales, la crítica literaria y la teoría, historia natural, la filosofía, la política y las relaciones internacionales, ciencias veterinarias, y los estudios de las mujeres.
Las facultades y grupos de estudiantes también publican una serie de revistas especializadas. Administrative Science Quarterly es publicado por la Facultad de Negocios y fue nombrado el n°16 revista académica en los negocios por Financial Times en 2007.

## Vida estudiantil

### Actividades
Para el año académico 2006-2007, Cornell tenía 901 organizaciones estudiantiles registradas. Tales clubes y organizaciones incluyen clubes deportivos; grupos dedicados a la a capella y al teatro de improvisación, clubes políticos; y clubes para jugar el ajedrez. La universidad también organiza una colaboración entre las muchas tradiciones religiosas representados en el cuerpo estudiantil. Las organizaciones estudiantiles también se incluyen una gran variedad de grupos musicales, desde la clásica y el jazz, hasta la Banda de Marcha de Big Red que se toca regularmente en los partidos de fútbol y otros eventos del campus.

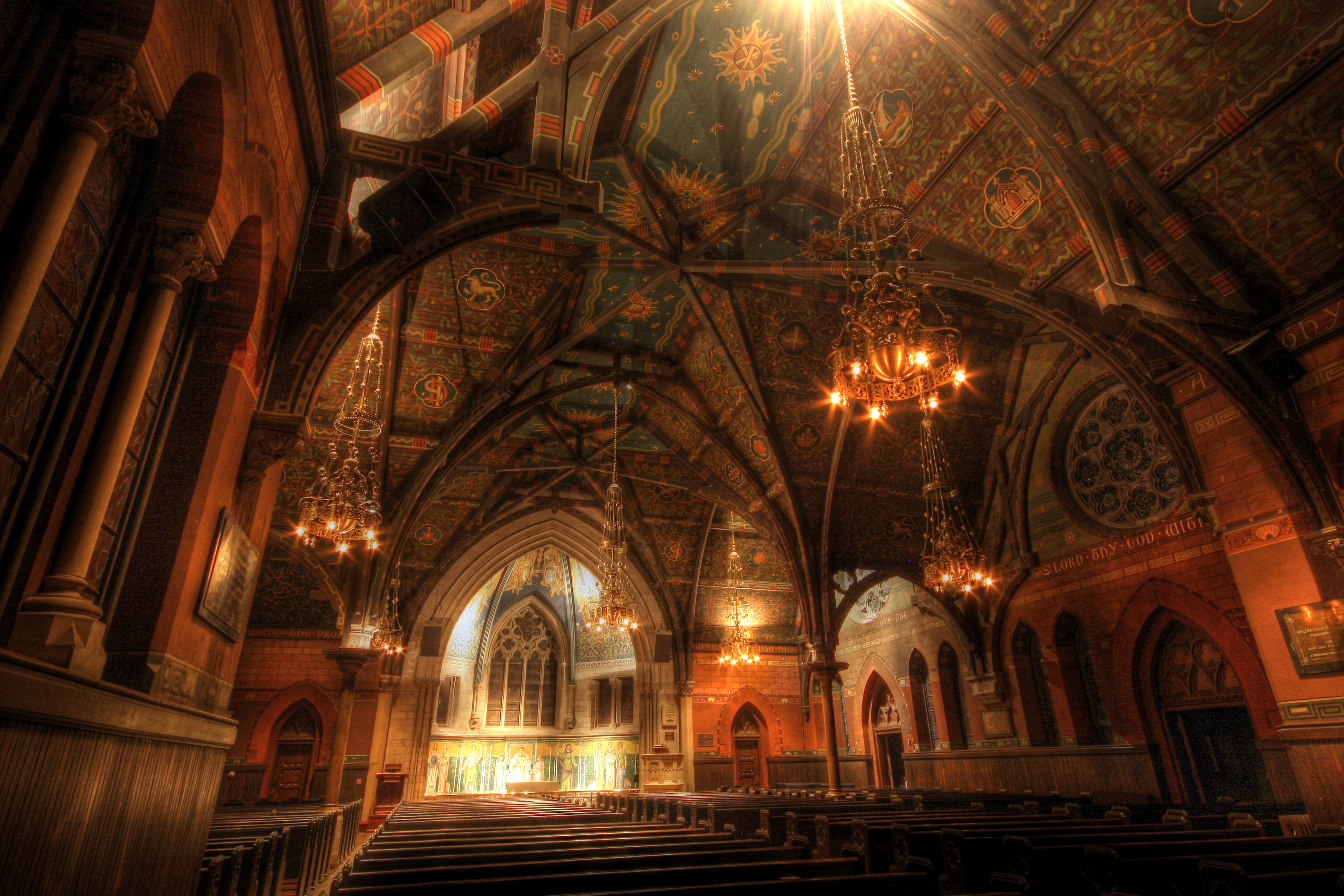
La Capilla Sage se utiliza para servicios religiosas y para conciertos, y contiene los restos de los fundadores de la universidad.

La universidad tiene dos sociedades secretas colegiadas, llamadas Sphinx Head y Quill and Dagger, que han mantenido una presencia en el campus durante más de 120 años. Además, muchos estudiantes participan en alguna de las fraternidades y sororidades organizadas en la zona.

### Periódico y radio
The Cornell Daily Sun es el periódico más antiguo de una universidad en los Estados Unidos desde su primera publicación en septiembre de 1880. En 1912 se convirtió en el primer miembro universitario de la Associated Press. The Sun publica una edición impresa y en línea cinco días a la semana, y durante las vacaciones publica una edición en línea todos los días. The Sun es distribuido en el campus y sus alrededores y se puede adquirir por suscripción. The Cornell Chronicle es el periódico oficial de la universidad y es publicado por la división de comunicaciones, con una edición impresa distribuida los viernes durante el año académico y una edición en línea actualizada diariamente. Contiene noticias y reportajes sobre los programas académicos, investigaciones, estudiantes, profesores, administración y calendario de eventos. The Cornell Review es un periódico conservador en formato tabloide, el cual es editado por estudiantes cada dos semanas. The Review fue creado en 1986 como The Ithaca Review Inc. Aunque la línea ideológica de sus editores ha cambiado con los años, aun mantiene fuertes críticas hacia las políticas de izquierda. The Cornell Lunatic fue fundada en 1978 y es la revista de humor del campus. Se publica una vez al semestre y se distribuye de forma gratuita.

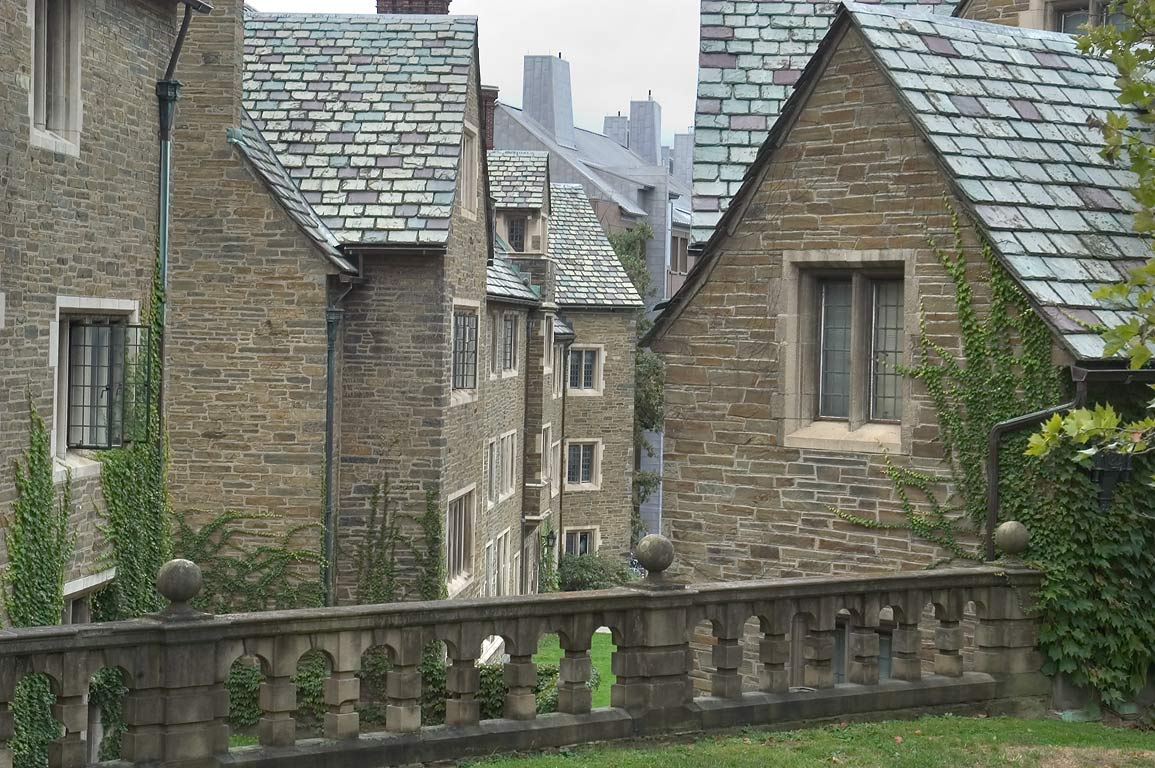
Los dormitorios Baker

Emisora WVBR es una emisora comercial independiente que transmite en FM y es operada por los estudiantes de Cornell, pero esta no está afiliada y no es propiedad de la universidad. Durante la semana transmiten música rock y la programación en la comunidad durante los fines de semana. También hacen una cobertura en deportes tanto en la universidad como a nivel nacional.

### Residencias
La zona residencial universitaria se divide en tres secciones: Campus Norte (North Campus), Campus Oeste (West Campus) y Collegetown. Desde una iniciativa residencial en 1997, el Campus Oeste alberga estudiantes que vuelven o que se trasladan de otras universidades, mientras que el Campus Norte está casi completamente poblado por estudiantes de primer año.
Las únicas opciones para vivir en el Campus Norte para los estudiantes de los cursos superiores son las residencias con un programa propio y las casas cooperativas: Risley Residential College, Just About Music, la Casa de la Ecología, el Centro de Vida  Internacional Holland, la Unidad de Aprendizaje de Convivencia Multicultural, Akwe:kon y Ujamaa. En un intento por crear un sentido de comunidad y una atmósfera de educación fuera del aula dando continuidad a la visión de Andrew Dickson White, una reconstrucción de 250 millones de dólares de West Campus creó allí colegios mayores residenciales para estudiantes de pregrado. La idea de construir un sistema de alojamientos se puede atribuir en parte al éxito del Colegio mayor residencial de Risley, el colegio mayor residencial que ha funcionado continuamente más viejo de Cornell.
Además, Cornell dispone de varias áreas de vivienda destinadas a estudiantes de posgrado y profesionales. De estos, Schuyler House (que anteriormente formaba parte de Sage Infirmary) tiene un diseño de residencia universitaria, mientras que Maplewood Apartments, Hasbrouck Apartments y Thurston Court Apartments tienen una distribución de apartamentos, algunos de los cuales permiten incluso la vida en familia. Fuera del campus, muchas casas unifamiliares en los barrios de East Hill adyacentes a la universidad se han convertido en apartamentos. Los promotores privados también han construido varios complejos de apartamentos de varios pisos en el barrio de Collegetown. El nueve por ciento de los estudiantes de pregrado reside en casas de fraternidad y de hermandades de mujeres, aunque no se permite a los estudiantes de primer semestre que ingresen en ellas. El sistema griego de Cornell tiene 67 capítulos y más de 54 residencias griegas que albergan a aproximadamente 1500 estudiantes. Alrededor del 42% de los miembros griegos viven en sus residencias. Existen cooperativas de vivienda u otras unidades de vivienda independientes, como Watermargin, Telluride House, la Cooperativa Triphammer, el Centro para la Vida Judía, la Cooperativa Wait, la Cooperativa Von Cramm y Cayuga Lodge. Además de esto existe también una vivienda cooperativa no propiedad de Cornell, como Gamma Alpha o Stewart Little.
A partir de 2014, el sistema de comedores de Cornell fue clasificado en el tercer lugar en la nación por la Princeton Review. La universidad cuenta con 30 restaurantes en el campus y un programa llamado "Cross Country Gourmet Guest Restaurant Series" que periódicamente trae chefs, menús y ambiente de restaurante a las diez cafeterías de Cornell.

### Deportes

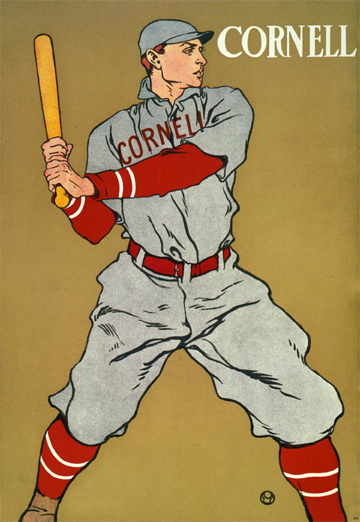
Una impresión de 1908 que representa a un jugador de béisbol de Cornell

Cornell tiene 36 equipos universitarios oficiales, que se conocen como Big Red ("Gran Rojo"). La universidad juega en la División I de la NCAA. Como el resto de miembros de la Ivy League, la universidad no ofrece becas deportivas para el reclutamiento de deportistas, aunque tiene derecho a hacerlo.
Además de los equipos oficiales, hay 30 deportes más organizados como clubes de estudiantes en los que se puede participar.

## Personas destacadas
En agosto de 2008, la universidad contaba con 245,027 antiguos alumnos vivientes. Se denomina a los exalumnos de la universidad como Cornelianos (inglés "Cornellians"). Hoy Cornell cuenta con más de 255.000 exalumnos, 30 ganadores de la Beca Rhodes y 56 laureados con el Premio Nobel afiliados a la universidad como alumnos o docentes.

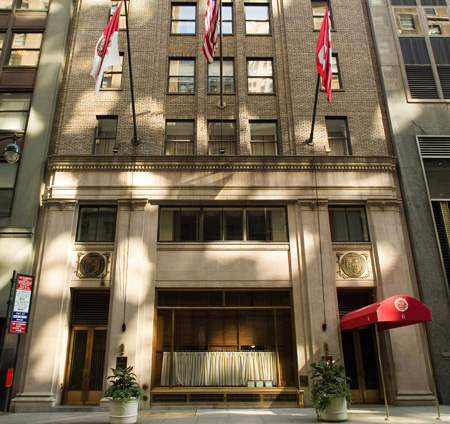
El Club Cornell en Nueva York es un lugar de reunión para los Cornelianos

Numerosos alumnos de Cornell se han destacado por sus logros en la vida pública, profesional y empresarial.
Varios Premios Nobel de Medicina y Fisiología han salido de las aulas de Cornell: George Wells Beadle (Ph.D. 1930 en Genética), Nobel en 1958; Barbara McClintock ('23; Ph.D. 1927 en citología) obtuvo el Premio Nobel en 1983; Robert W. Holley (Ph.D. 1947 en Química Orgánica), Nobel en 1968; Jack Szostak (Ph.D. 1977 en Bioquímica), Nobel en 2009.
En Física, los siguientes Cornelianos han obtenido el Premio Nobel: Isidor Rabi (1919), Premio Nobel en 1944; Sheldon Lee Glashow ('54), Premio Nobel en 1979; Steven Weinberg ('54), Nobel de 1979; Douglas Dean Osheroff (M.S. en 1971; Ph.D. en Física en 1973) recibió el Nobel en 1996; David J. Thouless (Ph.D. en 1958), Nobel en 2016. Leonard Susskind (Ph.D. 1965) es uno de los creadores de la Teoría de cuerdas.
En Química, Eric Betzig (M.S. 1985; Ph.D. en Física Aplicada en 1988) y William Moerner (Ph.D. en Física Experimental en 1982) obtuvieron el Premio Nobel en 2014.
En el área de la política, Lee Teng-hui fue presidente de Taiwán, Mario García Menocal fue presidente de Cuba, y Jamshid Amuzegar ('50) fue primer ministro de Irán; Tsai Ing-wen es desde 2016 la primera mujer presidenta de Taiwán.
El egresado David Starr Jordan (1872) fue el fundador de la Universidad Stanford, y Matt Urban ('41) llegó a ser el militar más condecorado en la historia de los EE. UU.
Entre los Cornelianos destacados en los negocios figuran: el CEO de Citigroup Sanford Weill ('55), la CEO de Kraft Foods Irene Rosenfeld ('75, '77, '80), el CEO de Oxxo Eduardo Padilla Silva ('81), el CEO de Aetna Mark Bertolini ('84), el CEO de Ocean Spray  Randy Papadellis, el CEO de la cervecera Coors (Coors Brewing Company) Adolph Coors ('37), el CEO de Burger King James McLamore ('47), el fundador de Hotels.com David Litman ('79), el fundador de Palm  Jeff Hawkins ('79), el fundador de PeopleSoft David Duffield ('62), el fundador de Priceline.com Jay Walker ('77), el fundador de Qualcomm Irwin M. Jacobs ('54), la cofundadora de Staples Inc.  Myra Hart ('62), el CEO de Tata Group Ratan Tata ('62) y el CEO de Sprint Nextel Dan Hesse ('77).
En literatura, Pearl S. Buck ('25; Premio Nobel en 1938) escribió The Good Earth (La buena tierra); Toni Morrison ('50; Premio Nobel en 1993) es la autora de la novela Beloved; E. B. White ('21) es conocido por La telaraña de Carlota y por Stuart Little; Kurt Vonnegut (estudios en 1941–1944, sin llegar a graduarse) es el autor de Slaughterhouse-Five (Matadero cinco); Thomas Pynchon ('59) es el autor de culto de obras como Gravity's Rainbow (El arco iris de gravedad) y  The Crying of Lot 49 (La subasta del lote 49); Lorrie Moore ('80, M.F.A.) es la autora de Birds of America; Junot Díaz ('95) obtuvo el Premio Pulitzer de Ficción con The Brief Wondrous Life of Oscar Wao (La maravillosa vida breve de Óscar Wao).
En entretenimiento, los exalumnos de Cornell incluyen al director cinematográfico Howard Hawks (1918, graduado in absentia) conocido por películas como   Bringing Up Baby (La fiera de mi niña) o Red River (Río Rojo (película); a Christopher Reeve ('74), actor de Superman: The Movie, al actor Frank Morgan de El mago de Oz , al actor Jimmy Smits ('82) de Star Wars 
Entre los arquitectos Cornelianos, Richmond Shreve (1902) construyó el Edificio Empire State; Raymond M. Kennedy ('15) diseñó  el Grauman's Chinese Theatre; Richard Meier ('57), ganador del Premio Pritzker en 1984, proyectó el Centro Getty de Los Ángeles y el MACBA - Museo de Arte Contemporáneo de Barcelona.
Entre los agricultores destaca el arqueólogo Rafael Larco Hoyle, quien estudió ciertas culturas peruanas pasadas.
También destaca el atleta español Bruno Hortelano, graduado en Ingeniería Biomédica por esta universidad.